# Solenopsis germaini
Solenopsis germaini är en myrart som beskrevs av Carlo Emery 1895. Solenopsis germaini ingår i släktet eldmyror, och familjen myror. Inga underarter finns listade i Catalogue of Life.